# HD 106884
HD 106884，又名BD+54 1510，SAO 28327、HR 4672，是一颗恒星，视星等为5.81，位于銀經134.24，銀緯63.19，其B1900.0坐标为赤經12h 12m 33.6s，赤緯+53° 63.19′ 53″。